# U-NEXT
U-NEXT（ユーネクスト）は、U-NEXT HOLDINGSの子会社である株式会社U-NEXTが運営する、日本のOTTコンテンツ・プラットフォーム。有料会員数は2024年11月時点で約453万人で、国産のVODサービスとしては最大手。

## 概要
2007年6月にUSENによりGyaO NEXT（ギャオネクスト）として開始し、2009年12月にU-NEXTに名称を変更した。
2023年2月17日、同年3月31日付でプレミアム・プラットフォーム・ジャパンが運営している同業の動画配信サービス「Paravi」と経営統合すると発表した。存続会社はU-NEXT社側となり、Paraviのコンテンツは同年6月30日にU-NEXT内に移管した。
また、これに先立ち2023年6月30日、TBSホールディングスはU-NEXTの発行株式の20%を取得し、株式会社U-NEXTはTBSホールディングスの持分法適用会社となった。これにより、売上高800億円以上、配信コンテンツ約36万本、利用者数400万人超の国内勢最大の動画配信サービスが誕生した。

## 沿革

### 2000年代
- 2007年6月 - USENが、GyaO NEXT（ギャオ ネクスト）としてサービスを開始させる。
- 2009年12月 - ブランド名をGyaO NEXTからU-NEXT（ユーネクスト）へ変更。

### 2010年代
- 2010年
  - 6月 - ソニー「ブラビア」の「〈ブラビア〉ネットチャンネル」でのサービスを提供開始[9]。
  - 12月22日 - 運営が、USENから分離独立した株式会社U-NEXTに移行[10]。
- 2012年
  - 4月 - シャープ「アクオス」、東芝「REGZA」、日立「Wooo」でサービス提供開始[11]
  - 5月 - PC向け動画配信サービス提供開始[12]
  - 7月 - パナソニック「VIERA」でサービス提供開始[13]
  - 8月 - スマートフォン、タブレットPC向けサービス提供開始[14]
  - 11月 - 全国のローソン店舗にて、コンビニで買える返却不要のレンタルビデオ「Movie Card」提供開始[15]
- 2013年
  - 4月 - 九州通信ネットワーク株式会社と提携したVODサービス「BBIQビデオ放題U-NEXT」を提供開始
  - 7月 - イオンエンターテイメント株式会社と提携した国内初のシネコンと連動したVODサービス「イオンシネマWEBスクリーン powered by U-NEXT」を開始[16]
  - 10月 - 株式会社エネルギア・コミュニケーションズと提携したVODサービス「メガ・エッグシアターwith U-NEXT」を提供開始
- 2014年
  - 4月 - オンライン予約システム「KINEZO」でU-NEXTのポイントが映画チケットの購入に使える「U-NEXTポイント決済」開始
  - 4月15日 - 株式会社東芝と協業し、電子書籍ストア「BookPlace for U-NEXT」を提供開始
  - 4月25日 - 株式会社ティ・ジョイ（新宿バルト9、横浜ブルク13、広島バルト11、鹿児島ミッテ10、T・ジョイ系）との映画館連携開始[17]
  - 5月 - ソニー「PlayStation（R）Vita、PlayStation（R）Vita TV」で映像配信開始
  - 8月 - 高画質な映像がテレビで観られる新型セットトップボックス「U-NEXT TV」を提供開始
  - 11月 - 中部テレコミュニケーション株式会社と提携したVODサービス「コミュファ光ビデオ（U-NEXT）」を提供開始
  - 12月16日 - 東京証券取引所マザーズ市場に上場
- 2015年
  - 2月 - ソフトバンク株式会社が提供する「アニメ放題」の運営を開始。
  - 3月 - ソニーネットワークコミュニケーションズ株式会社と提携したVODサービス「U-NEXT for So-net」及び「U-NEXT for NURO」を提供開始。
  - 8月 - ビッグローブ株式会社と提携したVODサービス「U-NEXT for BIGLOBE」を提供開始。
  - 9月30日 - 株式会社東芝より電子書籍サービス「Book Place」を事業承継[18]。
  - 10月 - 株式会社ヤマダ電機と提携したVODサービス「ヤマダビデオ powered by U-NEXT」を提供開始
  - 10月8日 - U-NEXTのユーザー・インターフェイス変更等、大幅リニューアル。31日間無料トライアルキャンペーンを開始[19]
  - 12月18日 - 東京証券取引所市場第1部に市場変更[20][21]
- 2016年
  - 3月 - アルテリア・ネットワークス株式会社より個人向け任意加入型インターネット接続サービスを譲受し、「U-NEXT光01」として提供を開始
  - 4月 - 株式会社STNetと提携したVODサービス「ピカラでシアターwith U-NEXT」を提供開始。
  - 6月 - CCC AIR株式会社と提携したVODサービス「TSUTAYA movie powered by U-NEXT」の提供開始
  - 6月 - U-NEXTにおいてNHKオンデマンドの提供を開始
  - 10月 - 日本通信株式会社と協業し、「U-mobile MAX」の提供を開始
- 2017年
  - 1月25日 - 格安SIM事業でヤマダ電機と組み、共同出資会社「Y.U-mobile」を設立[22]。
  - 12月 - 運営が株式会社U-NEXT（株式会社 USEN-NEXT HOLDINGSへ商号変更）から、その子会社の（2代目）株式会社U-NEXTへ移行。
- 2018年
  - 1月 - 株式会社LDH JAPANが提供する「LDH TV」の運営を開始。
  - 7月17日 - 麻雀プロリーグ「Mリーグ」に参加。「U-NEXT Pirates」をスポンサードする[23]。
- 2019年2月 - 電子書籍サービス「BookPlace」を統合[24]。

### 2020年代
- 2020年
  - 6月25日 - サザンオールスターズ特別ライブ 2020「Keep Smilin' 〜皆さん、ありがとうございます!!〜」より、音楽ライブに本格参入。
  - 8月 - 有料会員数が200万人を超えた[25]。
  - 8月17日 - 読み放題のオリジナル書籍の提供を開始[26]。
  - 11月 - 「＃ある朝殺人犯になっていた」より、紙書籍の出版事業に参入[27]。
- 2021年
  - 2月11日、初のスポーツ中継としてチャリティーボクシングイベント「LEGEND」をライブ配信[28]。
  - 2月19日 - バイアコムCBSとの間で独占パートナーシップ契約を締結。同日からSHOWTIMEのテレビシリーズをU-NEXTにて順次独占配信[29]。
  - 3月30日 - ワーナーメディアとの間で独占パートナーシップ契約を締結。同年4月からHBOとHBO Maxのオリジナル作品をU-NEXTにて順次独占配信[30][31]。
  - 8月 - 映画サイト「映画.com」との連携を開始[32]
  - 9月7日 - 韓国芸能事務所CUBEエンターテインメントとの業務提携契約を締結[33]。
  - 10月2日 - 『RIZIN LANDMARK vol.1』を独占生配信。しかし、U-NEXTのこれまでの記録を更新する過去最高のアクセス数により、開始時刻の19時になっても配信映像が見られない事故が発生した[34]。
  - 11月11日 - セサミワークショップとの間で日本独占配信契約を締結。翌日（同月12日）から『セサミストリート』および外伝も含んだシリーズ全作品をU-NEXTにて独占配信[35]。
  - 11月15日 - 米国の格闘技大会「BELLATOR（ベラトール）」において日本国内の配信パートナー契約を締結[36]
  - 12月 - VRヘッドセット「Quest 2」に対応を開始[37]。
- 2022年
  - 2月25日 - スポーツ専門チャンネル「GAORA Bros.」の配信を開始[38]。
  - 3月17日 - マスターズ・トーナメントの前日のパー3コンテストから本大会4日間にわたって独占ライブ配信を発表[39]
  - 4月22日 - 韓流・アジアのDVD/Blu-ray販売を行うオンラインストア「U-NEXT Asia ONLINE STORE」をオープン[40]。
  - 6月9日 - Googleが提供を開始したCDN（コンテンツ・デリバリー・ネットワーク）サービス「Media CDN」を採用[41]。
  - 8月15日、オランダのキックボクシング団体であるGLORYと日本での配信パートナー契約を締結[42]。
  - 9月8日 - この日開幕の「日本女子プロゴルフ選手権大会コニカミノルタ杯」を皮切りにJLPGAツアー2022の10大会のライブ配信を開始[43]。
  - 9月21日、格闘技専門チャンネルFIGHT SPORTSを運営するCSI SPORTSと日本における独占配信契約を締結し、FIGHT SPORTSで配信するボクシング及び格闘技の見放題ライブ配信を開始[44]。
  - 11月1日 - オリジナルコミックレーベル「U-NEXT Comic」の配信を開始[45]。
  - 12月12日 - ゴルフ・PGAツアーとの間で日本配信パートナー契約を締結。2023年1月から2022-23年シーズン33試合をライブ配信[46]。
  - 12月13日 - ポッターモア・パブリッシングとパートナーシップ契約を締結[47]
  - 12月20日 - NBCユニバーサルとの間でパートナーシップ契約を強化。同日から同社作品[注釈 1]をU-NEXTにて順次配信[48]。
- 2023年
  - 2月17日 - テレビ東京との間で戦略的業務提携を締結。同局制作のドラマ・バラエティ番組などをU-NEXTにて順次配信予定[49]。
  - 3月7日 - ワーナー・ブラザース・ディスカバリーとの独占包括パートナーシップ契約を強化し、今後もHBOおよびHBO Maxのライブラリーを独占配信することを発表[50]。
  - 3月23日 - 総合格闘技・UFCとの間でパートナーシップ契約を締結。同年4月9日開催予定のUFC 287から複数年にわたって、UFCの全イベントを見放題ライブ配信する予定[51]。
  - 3月28日 - LIVE SPORTS MEDIAとの間でパートナーシップ契約を締結。同社が運営しているSPOTV NOWのコンテンツを同日から有料配信[52]。
  - 3月31日 - 同業の動画配信サービス「Paravi」を運営しているプレミアム・プラットフォーム・ジャパンと経営統合[5][6]。
  - 4月1日 - 帝拳プロモーションが主催するプロボクシング興行『ダイナミックグローブ』[注釈 2]の新シリーズ『WHO'S NEXT DYNAMIC GLOVE on U-NEXT』を配信開始[53]。
  - 5月31日 - 利用者数が300万人を突破した[54]。
  - 6月15日 - カルチュア・コンビニエンス・クラブが運営している月額定額サービスの「TSUTAYAプレミアム」[注釈 3]と提携。同サービスで提供している動画配信サービスを同日からLemino（旧dTV）から本サービスに切替[55][56]。同時に「TSUTAYAプレミアムNEXT」の提供も開始[56]。
  - 6月21日 - スペインのサッカーリーグ「ラ・リーガ」との間で配信パートナー契約を締結。2023-2024シーズンから5シーズンにわたって、ラ・リーガの全試合並びに1部昇格プレーオフをライブ配信するほか、コパ・デル・レイとスペインスーペルコパをU-NEXTにて独占ライブ配信[57]。
  - 6月29日 - Paraviとのサービス統合に先立ち、TBSホールディングスとの間でパートナーシップ協定を締結[58]。
  - 6月30日 - TBSホールディングスが本企業の株式20%を取得[58]。Paraviを本サービスに移管[6][7][59]。
  - 7月5日 - U-NEXTの「ブック」ジャンルで「毎日無料」がスタート[60]
  - 10月3日 - 日本BS放送（BS11）と協業し、同局にて共同制作番組『ワールドスポーツCLIP! Supported by U-NEXT』と本サービスで配信されている韓国ドラマの人気作を放送する『韓流セレクション Supported by U-NEXT』の開始発表[61]。
  - 10月18日 - Amazon.co.jpと協業し、同日発売のFire TV Stick 4Kのリモコンに本サービスのダイレクトボタンを搭載[62]。
- 2024年
  - 1月12日 - 2024年8月期第1四半期の決算発表で、Paraviを含めた有料会員数が400万人を超え、419.8万人になったことが発表された[63]。
  - 1月19日 - ユニバーサルミュージックとの間で包括的配信契約を締結[64]。
  - 2月20日 - 米国の総合格闘技（MMA）団体、プロフェッショナル・ファイターズ・リーグ（PFL）と日本国内におけるパートナーシップを締結。2月25日開催の「PFL Champions vs. Bellator Champions」を皮切りに、PFL主要大会をU-NEXTにて独占配信[65]。
  - 3月28日 - これまでテレビ朝日が保有していたロイヤル・アンド・エンシェント・ゴルフ・クラブ・オブ・セント・アンドリュース主催大会（全英オープン並びに全英女子オープン）の放映権を引き継ぎ、2024年大会から独占配信することを発表[66][67]。
  - 5月21日 - 児童書読み放題サービス「キッズ読み放題」の提供を開始[68]。
  - 6月4日 - SPOTV NOWパックを6月30日をもって終了することを発表[69]。当初SPOTV NOW側が同年6月30日でU-NEXTでのサービスを終了する旨を公表[70]するも、U-NEXT側としては不本意な終了である事が示唆されていた[71]が、後日SPOTV NOW側とのサービス提携について、改めて正式に6月30日に終了を宣言することを考慮せざるを得なくなった[72]。
  - 6月21日 - アダルトコンテンツの見放題サービス「H-NEXT見放題サービス」の提供を開始[73]。
  - 6月28日 - 同日にAppleから日本国内で発売のMRヘッドマウントディスプレイ「Apple Vision Pro」に対応[74]。
  - 7月2日 - SPOTV NOWパックが6月30日に正式に終了[75]。
  - 7月23日 - サッカー・イングランド1部「プレミアリーグ」並びに「FAカップ」の2024‐25シーズンから日本国内における7年間の全試合の独占配信権を獲得[76]。
  - 8月1日 - 英国放送協会（BBC）が運営しているBBCニュースのライブ配信を開始[77]。
  - 8月9日 - U-NEXTサッカーパック[注釈 4]の提供を開始[76]。
  - 8月24日 - 同日から開幕のTリーグの見放題配信を開始[78]。
  - 9月25日 - ワーナー・ブラザース・ディスカバリーとの独占パートナーシップ契約を強化。計8ブランド[注釈 5]で制作された2,500作品以上、16,000エピソード以上のMaxライブラリーの独占配信を開始[79][80]。
  - 10月3日 - 同日から開幕のBリーグ[注釈 6]の見放題配信を開始[81]。
  - 11月29日 - ATPツアー[注釈 7]の2025年から日本国内における5年間の独占配信権を獲得[82]。
- 2025年
  - 2月20日 - サッカー女子・イングランド1部「ウィメンズ・スーパーリーグ」のライブ配信を開始。2024/25シーズン第15節より毎節注目試合をU-NEXTサッカーパックにて独占ライブ配信する[83]。
  - 7月1日 - J SPORTS バレーボールパック[注釈 8]の提供を開始[84]
  - 10月 - 楽天モバイルと協業して、セットプラン「Rakuten最強U-NEXT」の提供を開始予定[85]。

## サービス
コンテンツは定額制の見放題プランに対応した見放題作品と、一本の視聴ごとに課金されるPPV（ペイ・パー・ビュー）作品に分かれている。配信数は2023年7月時点で見放題作品29万本・レンタル作品2万本で、定額制動画サービスの中で「見放題作品数No.1」のラインナップを誇る。月額会員に加入している場合、追加料金不要で114誌以上の雑誌が読み放題。

### 対応デバイス
テレビ・モバイル・ゲーム機・パソコンに対応している。対応デバイスの詳細は公式サイト「対応デバイス」を参照。

### U-NEXTカード（MOVIE CARD）
オンラインやコンビニなどの店頭で購入できるプリペイドカード「U-NEXTカード」の販売を行っている。全国のローソン店舗（9,821店舗：2012年10月末時点、ローソンストア100除く）にて、2012年12月4日より、「MOVIE CARD」の提供を開始した。2020年には全国のセブン-イレブンで「U-NEXTカード」の販売を開始した。

### powered by U-NEXT
powered by U-NEXT（ぱわーどばいゆーねくすと）は、提携各社のポイント等をU-NEXTの視聴に利用可能な業務提携サービス。
- イオンシネマWEBスクリーン powered by U-NEXT - イオンシネマのワタシアターポイントが対象[93]。
- ヤマダビデオ powered by U-NEXT - ヤマダ電機のヤマダポイントが対象[94]。
- TSUTAYA movie powered by U-NEXT - TSUTAYAのTポイントが対象[95]。
- L-MOVIE powered by U-NEXT - レオパレス21入居者向けサービス[96]。
- Rakuten TVプレミアム見放題パック - 楽天ポイントが対象[97]。

### アニメ放題
U-NEXTが展開するアニメ専門配信サービス。

### U-NEXT光
下記のインターネットサービスを提供している。
- U-NEXT光01 - マンション一体型のインターネットサービス。回線提供はアルテリア・ネットワークス[98]。
- U-NEXT光 - プロバイダとNTTの光回線がセットになった光コラボレーション[99]。
- U-Pa！ - 上記光コラボのプロバイダだけのプラン[99]。

### U-mobile
2013年5月1日より、MVNO事業U-mobile の提供を開始した。2017年1月17日、ヤマダ電機との合弁会社Y.U-mobile株式会社を設立し、サービスをY.U-mobileに移行した。2021年時点でU-mobileブランドは残っているが、ユーザーサービスのみ行い新規申し込みはY.U-mobileに移行している。